# Megatron (singolo)
Megatron è un singolo della rapper trinidadiana Nicki Minaj, pubblicato il 21 giugno 2019.
Il brano, scritto dalla stessa interprete con Andrew "Pop" Wansel, Brittany Coney, Denisia Andrews e Haldane Wayne Browne e prodotto da Wansel con addizionale produzione dal team NOVA Waw, composto dalla Coney e dalla Andrews, contiene una sample di Heads High del cantante giamaicano Mr. Vegas.

## Pubblicazione
Megatron è il primo singolo da solista della Minaj del 2019, dopo essere comparsa nelle collaborazioni Dumb Blonde di Avril Lavigne, Wobble Up di Chris Brown con G-Eazy e BAPS di Trina. Il 12 giugno 2019 la rapper ha postato sui social media il titolo del brano. Il giorno successivo ha annunciato la pubblicazione del singolo con alcune foto dal set del video, insieme ad un nuovo episodio del suo show Queen Radio programmato per lo stesso giorno. Un'anteprima del video è stata rivelata il 19 giugno.

## Tracce
Download digitale
1. Megatron – 3:10

## Formazione
- Nicki Minaj – voce, co-produzione
- Andrew "Pop" Wansel – produzione
- Brittany Coney – produzione aggiuntiva
- Denisia Andrews – produzione aggiuntiva
- Jacob Richards – ingegneria del suono
- Jaycen Joshua – missaggio
- Aubry Delaine – registrazione

## Successo commerciale
La canzone ha debuttato alla 20ª posizione della Billboard Hot 100 statunitense, diventando la trentaquattresima top twenty di Nicki Minaj. La settimana seguente è scesa di 72 posizioni. Nella classifica britannica è entrata al 34º posto vendendo 13 947 unità durante i suoi primi sette giorni di disponibilità, diventando il cinquantatreesimo ingresso della rapper in classifica e il quindicesimo come solista.

## Classifiche
| Classifica (2019) | Posizione massima |
| ----------------- | ----------------- |
| Australia         | 89                |
| Canada            | 25                |
| Grecia            | 53                |
| Irlanda           | 56                |
| Lituania          | 93                |
| Regno Unito       | 34                |
| Stati Uniti       | 20                |